# 한광원
한광원(韓光元, 1957년 4월 1일~)은 대한민국의 정치인이다.

## 학력
- 인천송월국민학교 졸업
- 인천남중학교 졸업
- 철도고등학교 졸업
- 인하대학교 경영학 학사
- 서울대학교 경영대학원 MBA

## 경력
- 제6대 인천광역시의회 의원
- 한나라당 인천광역시 지부 남구 을 지구당 수석부위원장
- 제17대 국회의원
- 사) 대한민국 국기선양회장
- 한국산업기술평가원 심의위원
- 황해도 적벽회 이사
- 인천시장 민생복지 특별인수위원장
- 한국회계학회 이사
- 해양경찰청 정비창 심의위원
- 국민의당 창당발기인
- 국민의당 인천광역시당 정책위원장
- 바른미래당 인천광역시당 연수구 을 지역위원장
- 새로운보수당
- 미래통합당
- 국민의힘
- 개혁신당 창당준비위원회

## 논란
20대 총선에서 연수를 선거구에 출마하여 더불어민주당의 윤종기후보와 여론조사로 단일화를 하기로 합의하였으나 여론조사결과 윤종기 후보에게 패배하자 경선에 불복하여 논란이 되고 있다.

## 역대 선거 결과
|  | 57.61% |

|  | 35.59% |

|  | 30.62% |

|  | 47.40% |

|  | 18.58% |

## 같이 보기
- 중구·동구·옹진군
- 인천 중구의 국회의원
- 인천 동구의 국회의원
- 옹진군의 국회의원

## 참고 자료
- 한광원 홈페이지